# Skyline (Minnesota)
Skyline – miasto w Stanach Zjednoczonych, w stanie Minnesota, w hrabstwie Blue Earth.